# 圣人

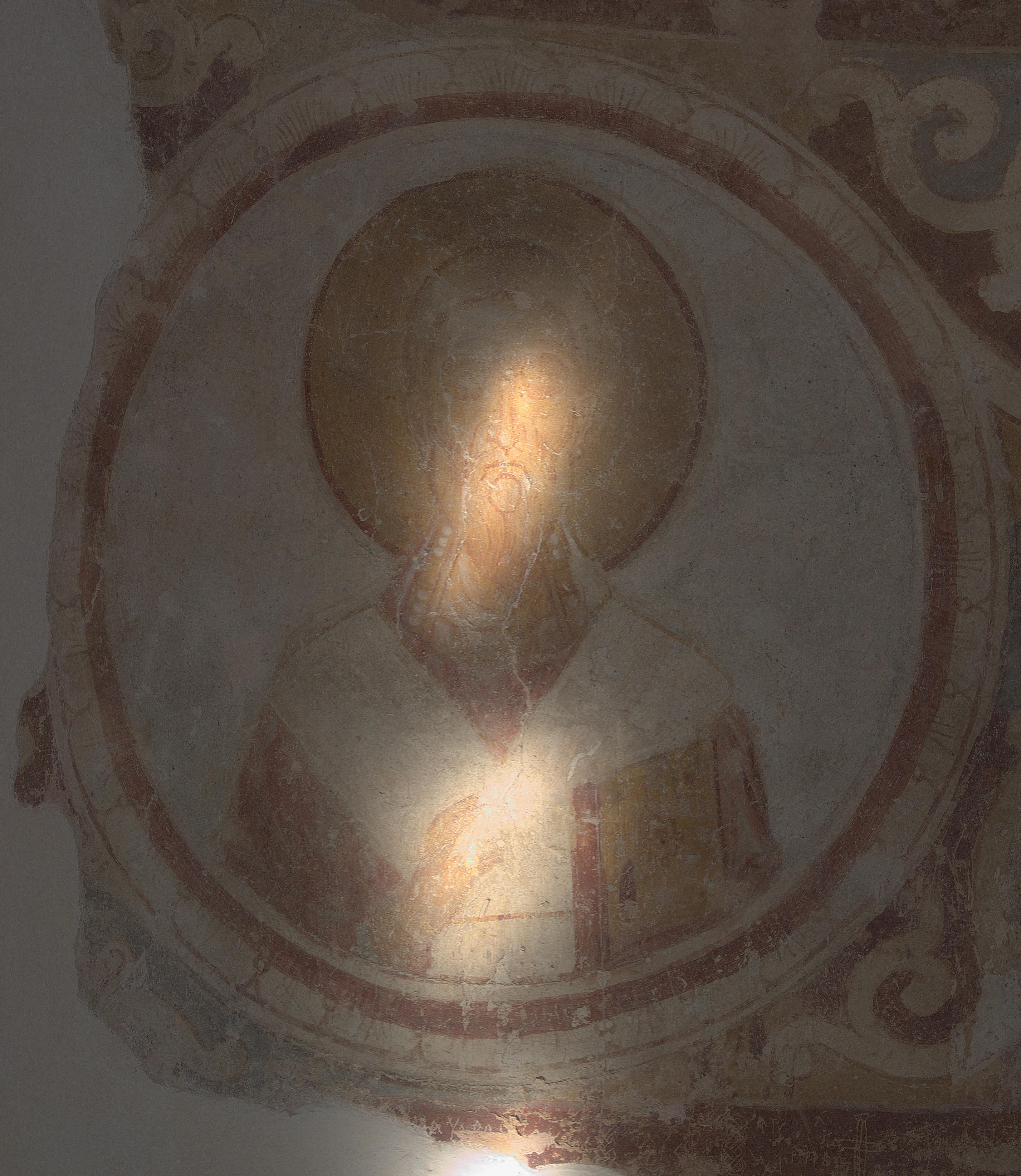
圣人，舊拉多加12世纪壁画

聖人，指被大众认为具有特别美德和神圣的人。在中國，古代聖明的君主帝王，及後世道德高尚儒学造詣高深者，稱聖人。圣人的介定經常出現在诸子百家书籍。
有的宗教专门通过一定的仪式加封聖人，但也有聖人直接被大众尊奉为聖人，比方一些宗教創始人或神職人員。基督教（包括天主教會、聖公宗、東正教會）、印度教、佛教（猶如藏傳佛教活佛和南傳佛教的羅漢）、伊斯兰教、古巴的桑特里亚教中都有聖人。一些新纪元运动的人也将聖人的概念结合入他们的信仰。
如果沒有被宗教封聖的被公眾認可的人物，或者從當事人所不信仰的其他宗教的角度界定，可能會被稱為偉人、哲人或英雄。

## 东亚

### 儒家和儒教
儒教主要強調堯、舜、禹、商湯、周文王、周武王、周公、孔子為傳續儒門道統的聖人之代表。聖人也作为儒教天子的称谓之一。
《黄帝内经·上古天真论篇第一》: 有圣人者，处天地之和，从八风之理，适嗜欲于世俗之间，无恚嗔之心，行不欲离于世，被服章，举不欲观于俗，外不劳形于事，内无思想之患，以恬愉为务，以自得为功，形体不敝，精神不散。
《尚书·汤诰》中称伊尹为元聖，晋南北朝及隋唐以周公、孔子或孔子、顏子分别为先聖、先师。宋代孔子为玄聖（又作元聖），又避讳改为至聖。清代周公又为元聖。

#### 文聖
《漢書·古今人表》將古人大分類成上中下三級，又細分為九等，上上、上中、上下、中上、中中、中下、下上、下中、下下，其中上上為聖人，「古今人表」中第一位聖人是「太昊帝宓羲氏」，最後一位是「仲尼」、也就是文宣王孔子。北魏追谥孔子为文圣。孔子与其他对儒学作出杰出贡献的如亚圣孟子、复圣顏子、述圣子思、宗圣曾子、王阳明、朱熹被合称为儒家四圣或五圣。
《孔子家語-五儀解》孔子曰：「所謂聖人者，德合於天地，變通無方，窮萬事之終始，協庶品之自然，敷其大道，而遂成情性，明並日月，化行若神，下民不知其德，覩者不識其鄰，此謂聖人也。」孔子自省此論述標準，並不自認為聖人，謹慎的以次一等的「君子」自居，後世卻妄加違封為「聖人」、「至聖」...等，錦上添花。

#### 武聖
唐代時，武成王姜尚被尊为武聖，设武庙祭祀，与文庙同规格。其陪祀、从祀者中多有被称为兵聖、谋聖等称号的杰出军事家。
明代武庙被废除，岳飛、關羽被追封为岳聖帝君、關聖帝君，民间称其为武聖，建岳王廟、關帝廟，至清代關羽被官方尊为武聖。

### 道家
道家中的圣人指的是理想中的君主。
《道德经》中对聖人治民、教民、自律的描述：

“聖人之治，虛其心，實其腹，弱其志，強其骨。”

“聖人不仁，以百姓為芻狗，無心以百姓心為心，處無為之事，行不言之教，后其身而身先，外其身而身存，以其无私成其私，不為大能成其大，為腹不為目，抱一為天下式。”

“聖人無為故無敗，無執故無失，功成而不處，自知不自見，自愛不自貴，不行而知，不見而明，不為而成，方而不割，廉而不劌，直而不肆，光而不耀。”

### 道教
三阶：高者为圣，下者为仙，中为真（上品曰圣，中品曰真，下品曰仙）。
圣有九品：上圣，高圣，大圣，神圣，玄圣，真圣，仙圣，灵圣，至圣。
《抱朴子·内篇·辨问》中說：“俗所谓圣人者，皆治世之圣人，非得道之圣人，得道之圣人，则黄老是也。治世之圣人，则周孔是也。”道教形成初期，人們视黄帝与老子等道家始祖为道教聖人。

### 佛教
在佛教中，“聖人”就相當於“大成就者”，是証果的修行人，最高成就就是成佛，佛，又稱為佛陀，是指覺悟了無上正等正覺者。此外，依照佛陀的指示修行者，可以得到阿羅漢等四向四果，以及獨覺辟支佛，這是聲聞緣覺和獨覺乘這二乘的聖果，是南傳巴利語系佛教的主要聖果。而發願成佛的人，并逐步修行證果的聖人，稱爲菩薩，大菩薩修行圓滿將來必定成佛，這是北傳梵語系佛教的主要聖果。另外，金剛乘裡還可證得法身佛。
本來佛、菩薩、阿羅漢都是具體的歷史名人，跟神話中的神祇風馬牛不相關，但因為長期把聖人神化，並在抽像的報身佛也使用本來對於真人的稱謂，所以逐漸地變成了和古代神話相似的描述。
佛教通常把除了佛陀外的普通聖人分三品，即上品的菩薩，中品的獨覺，下品的聲聞，稱為三乘。但實際上三者是互相滲透和融匯的，因為大乘佛教需要爲僧徒們樹立修菩提道而成佛的信心，故分列三乘，突出菩薩乘最大，但也明確提出“三乘俱一佛乘”。

### 其他流派
在東亞文化圈中，各种技艺流派、思想学派的杰出代表人物也被其后世尊為聖人。
- 棋聖或弈圣，中、日、韩对各种棋类（象棋、将棋、围棋等）棋手的最高荣誉称号。
- 茶圣，茶道研习的宗师：陸羽、千利休。
- 劍聖，劍術最高超者的称号，如裴旻、上泉信綱、塚原卜傳等。
- 书聖，书法精妙，造诣极高的大书法家，如王志、王羲之等。
- 草聖，在草书艺术上有卓越成就的人，如張旭、張芝、韦诞等。
- 畫聖，画艺卓绝的画家，如衛協、张墨、吴道子等。
- 醫聖，对医学上有极高成就的人，如張機、許浚、永田德本等。

## 印度宗教
在印度教、耆那教、锡克教和佛教中，聖人（Sant）是对“自我、真理、本质”的认识而被尊为“真理典范”的人。

## 基督教聖人
基督教聖人是指在基督教中被教会认可为聖的人物。雖然聖人的設立出現在基督宗教中，但不同教會對聖人的理解和認可卻不是一致的，有的更完全不認同。目前聖人的設立只出現於天主教會、聖公宗、東正教會等。一般來說，基督宗教的圣人被認為能直接与上帝相连，可以带領別人到上帝的道路。
按照天主教會教義，聖人是指一些已經死去、如今與基督一同在天上的人；他們在世度聖潔的生活，有高尚的德行，死後被教廷册封，尊奉為聖人。特倫多大公會議信經表示，信徒該求聖人為他們轉求天主，也該尊崇聖人遺物和聖像。天主教徒稱聖人為聖品。基督宗教各教派都诵念的宗徒信经（使徒信经）里有“我信諸聖相通功/我信聖徒相通”一句，指出可以通过圣人代祷，而天主教教友除了直接向天主祈祷外，也会向圣人请求代祷，并认为这是天主无限慈爱的表示，无减天主的权威。
東正教會其有獨特的聖人觀，其中最奇特的是恭敬聖愚。
而大多數新教的宗派都不認為有在地上對人封聖的必要，因為他們認為不合聖經的教訓，也認為聖經已經明示任何人均可直接向主祈禱，擺脫任何有形無形的關係束縛。
其他宗教也主張向聖人祈求。有些宗教聲稱，屬下的全體成員都是無罪的聖人。聖經多次提到聖人或聖徒。聖經把基督手下144000位受聖靈膏立的門徒稱為聖徒。

## 伊斯兰教聖人
伊斯兰教的学者承认聖人，对他们的墓和神祠的崇拜在伊斯兰教中是非常普遍的。此崇拜存在於伊斯兰世界所有地区都有，包括非常教条化的阿拉伯半岛。伊斯兰教相信聖人有直接与真神阿拉溝通的能力，因此聖人可以施行奇迹和祝福信徒。在大多数穆斯林国家中，都存在与聖人有关的节日。在节日中，信徒會崇拜当地的聖人以获得聖人的祝福。不過，聖人的祝福與先知的祝福是不同的。
在民间的伊斯兰教中，聖人是一个非常重要的组成部分。尤其在伊斯兰神秘派的苏菲主义中聖人占重要地位。苏菲主义中，有不同的专门给追随聖人的学者的教训。与基督教的聖人崇拜不同，苏菲主义中没有对崇拜聖人的物件和奉献给聖人的仪式。

## 桑特里亚教聖人
天主教中对聖人的崇拜是古巴桑特里亚教的基础。在桑特里亚教中，圣人与约鲁巴神话中的神是一体，在教堂中他们受到圣人的崇拜。在桑特里亚教的节日上，他们被崇拜为神。然此種說法，就天主教有聖人傳統遠早於天主教傳入古巴，而普遍不被相信。

### 引用
1. 1 2  佚名. . .   [2023-01-28]. （原始内容存档于2022-05-01）.
2. ↑  http://new.jingzong.org/Category_450/index.aspx?4772%5B%5D 《淨土大經解演義》 第二冊 第八十五集 2010/7/20 香港佛陀教育基金會 02-039-0085

## 延伸阅读
[在维基数据编辑]
 《欽定古今圖書集成·理學彙編·學行典·聖人部》，出自陈梦雷《古今圖書集成》

## 外部連結
- 教會諸聖